# 野上彌生子
野上彌生子（のがみ やえこ；1885年5月6日—1985年3月30日），本名野上八重（野上 ヤヱ），舊姓小手川，日本小說家，是英國文學專家野上豐一郎之妻。

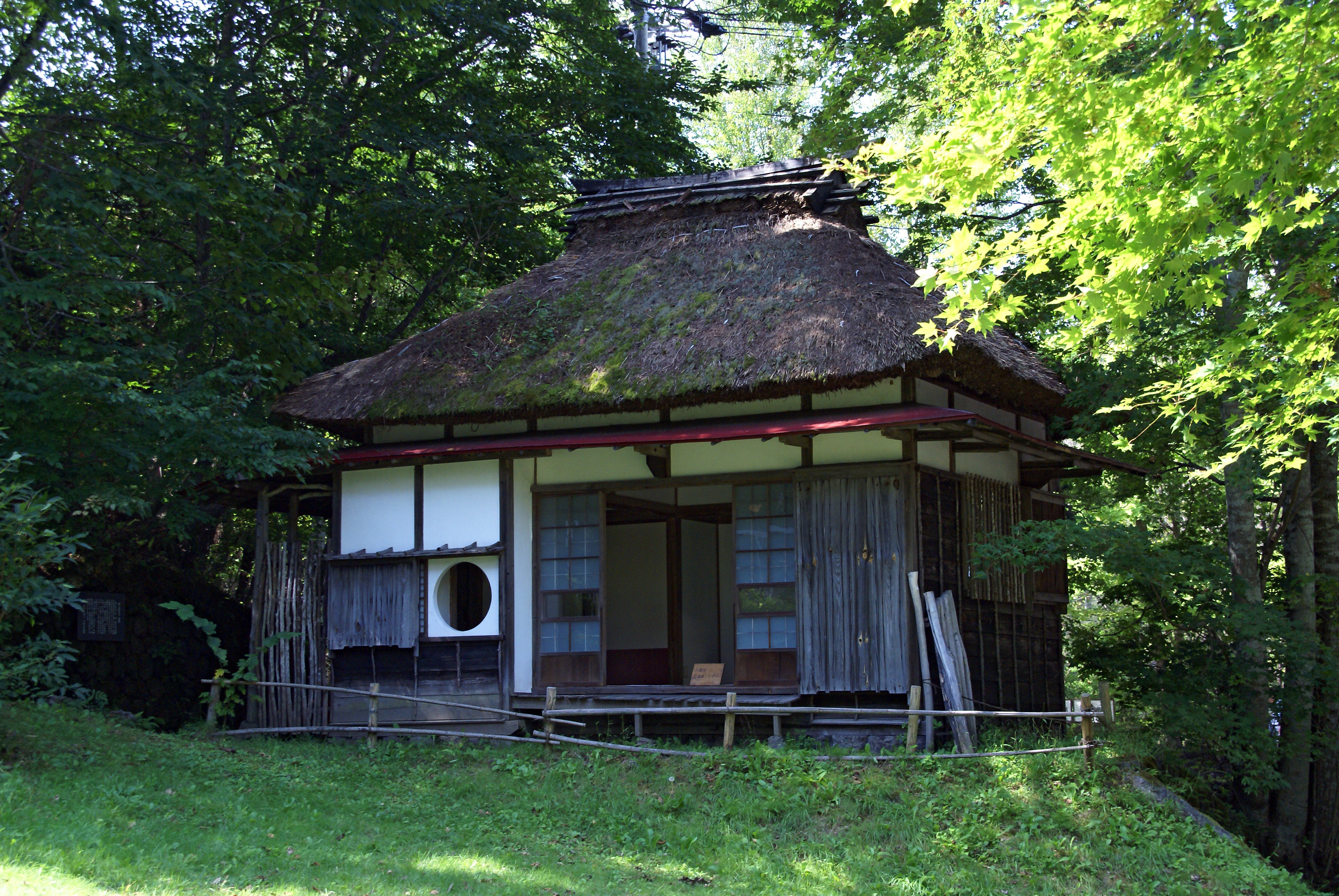
移築至輕井澤高原文庫的野上彌生子之書齋兼茶室

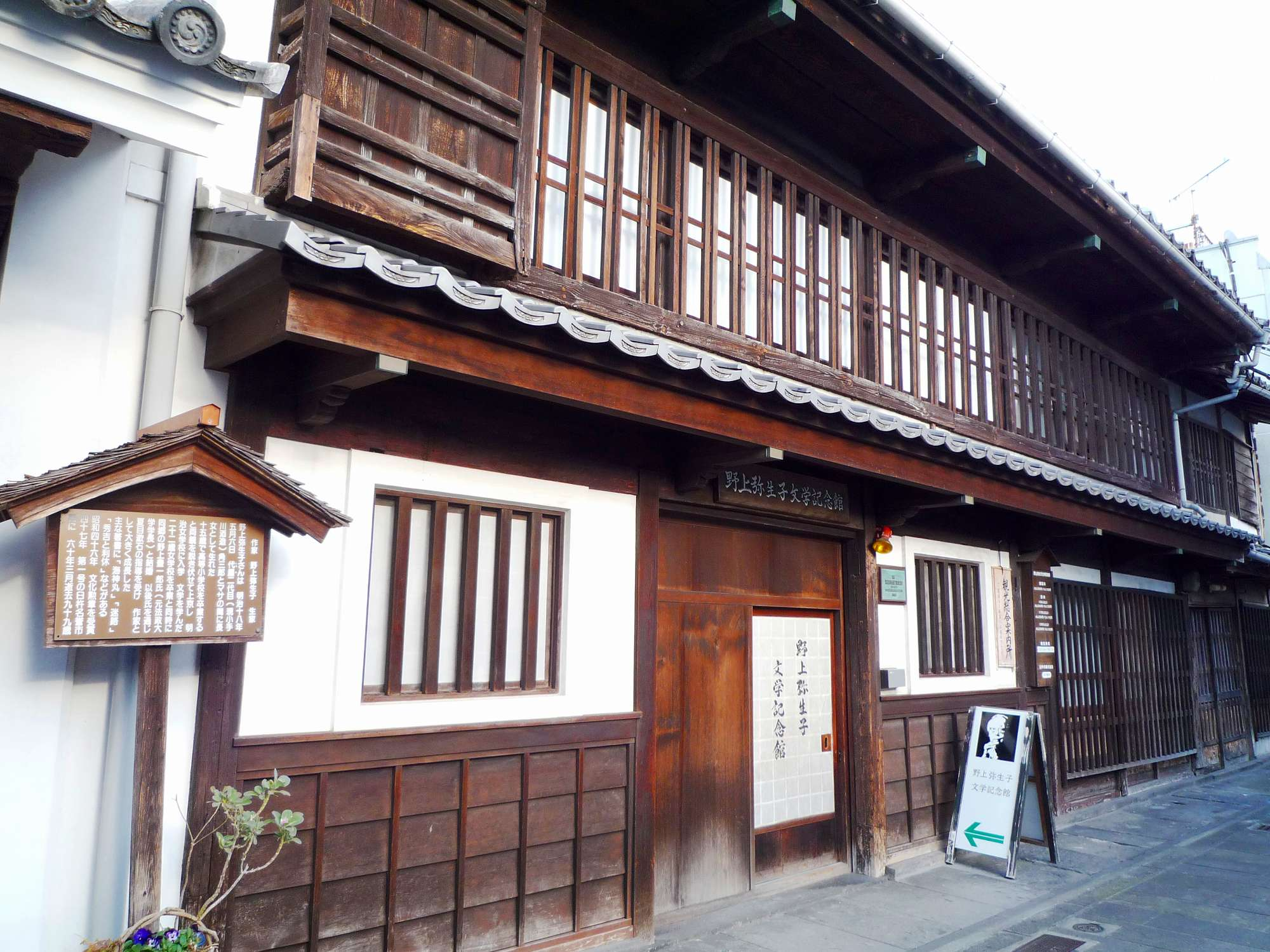
野上彌生子文學記念館（大分県臼杵市）

## 生平
彌生子，出生於大分県臼杵市的小手川家，父親為FUNDOKIN醬油的創始人。14歲時前往東京，就讀於明治女學校，後與夏目漱石門下的野上豐一郎結婚。於『ホトトギス』雜誌中刊登作品的〈緣〉，即是野上彌生子成為作家的處女作。
1985年於成城自宅逝世，戒名天壽院翰林文秀大姊，葬於鎌倉東慶寺。過世之前，彌生子都一直有豐富的創作，並兼任法政大學女子高等學校名譽校長。

## 著作
- 〈緣〉（縁, 1907）
- 《人偶的願望》（人形の望, 1914）
- 《新生命》（新しき命, 1916）
- 《小說六篇》（小説六つ, 1922）
- 《海神號》（海神丸, 1922）
- 《人間創造》(人間創造,1926）：短篇小說集
- 《真知子》（真知子, 1931）
- 《迷路（日语：迷路 (野上弥生子の小説)）》（迷路, 1948）
- 《我在中國旅行》（私の中国旅行, 1959）
- 《秀吉與利休》（秀吉と利休, 1964）
- 《年輕的兒子》（若い息子, 1978）
- 《森》（森, 1985）

## 外部連結
- 論野上彌生子作品的思想特質（ 西垣勤  劉立善 － 日本國立神戶大學 ） （页面存档备份，存于）